# ScaLAPACK
ScaLAPACK (Scalable Linear Algebra PACKage) — библиотека с открытым исходным кодом, включающая в себя подмножество процедур LAPACK, переработанных для использования на MPP-компьютерах, включая: решение систем линейных уравнений, обращение матриц, ортогональные преобразования, поиск собственных значений и др. В настоящее время она написана в стиле Single-Program-Multiple-Data с помощью явной передачи сообщений для межпроцессорного взаимодействия.
ScaLAPACK разработана с использованием PBLAS и BLACS, и предназначена для вычислений на любом компьютере или кластере поддерживающим MPI или PVM. Альтернативой ScaLAPACK является пакет функций PLAPACK.

## PLAPACK
PLAPACK (Parallel Linear Algebra Package) — пакет функций LAPACK для параллельного решения задач линейной алгебры. PLAPACK реализован с помощью MPI. Включает интерфейсы для языков Fortran и C (Си).